# Regierungspräsidium Tübingen
Das Regierungspräsidium Tübingen ist eine Landesmittelbehörde von Baden-Württemberg. Sie ist die Verwaltungsbehörde des gleichnamigen Regierungsbezirks. Der Sitz des Regierungspräsidiums befindet sich in der Konrad-Adenauer-Straße 20 in Tübingen. Das Regierungspräsidium als Behörde ist der unmittelbaren (direkten) Staatsverwaltung zugeordnet.
Der Haushaltsplan des Landes Baden-Württemberg sieht für das Regierungspräsidium Tübingen im Jahr 2023 insgesamt Einnahmen von 6.369.400 Euro und Ausgaben von 72.291.200 Euro vor.
Gemäß § 3 Abs. 1 Nr. 5 Landeshoheitszeichengesetz (LHzG) führt das Regierungspräsidium Tübingen als Hoheitszeichen das große Landeswappen.

## Organisation
Die Behörde ist organisatorisch in 8 Fachabteilungen und 60 Referate gegliedert. Die Abteilungen lauten wie folgt:
- Abteilung 1 – Steuerung, Verwaltung und Bevölkerungsschutz
- Abteilung 2 – Wirtschaft, Raumordnung, Bau-, Denkmal- und Gesundheitswesen
- Abteilung 3 – Landwirtschaft, Ländlicher Raum, Veterinär- und Lebensmittelwesen
- Abteilung 4 – Mobilität, Verkehr, Straßen
- Abteilung 5 – Umwelt
- Abteilung 7 – Schule und Bildung
- Abteilung 10 – Eich- und Beschusswesen
- Abteilung 11 – Marktüberwachung

Die Abteilung 6 (Landespolizeidirektion) ist zum 1. Januar 2014, die Abteilung 8 (Forstdirektion Landesbetrieb Forst Baden-Württemberg) zum 1. Januar 2020 und die Abteilung 9 (Mobilitätszentrale Baden-Württemberg) zum 1. Januar 2022 weggefallen.
Das Regierungspräsidium zählt etwa 1700 Mitarbeiter. Die Behördenleitung hat seit dem 11. Oktober 2016 der Regierungspräsident Klaus Tappeser (CDU) inne. Als Regierungspräsident fungiert Tappeser als politischer Beamter und vertritt die Landesregierung im Regierungsbezirk und ist für den Vollzug (Umsetzung) der gesetzlichen Aufgaben und der Ziele der Landespolitik verantwortlich.
Die Behörde unterhält landesweit über 50 Dienstsitze und Außenstellen.

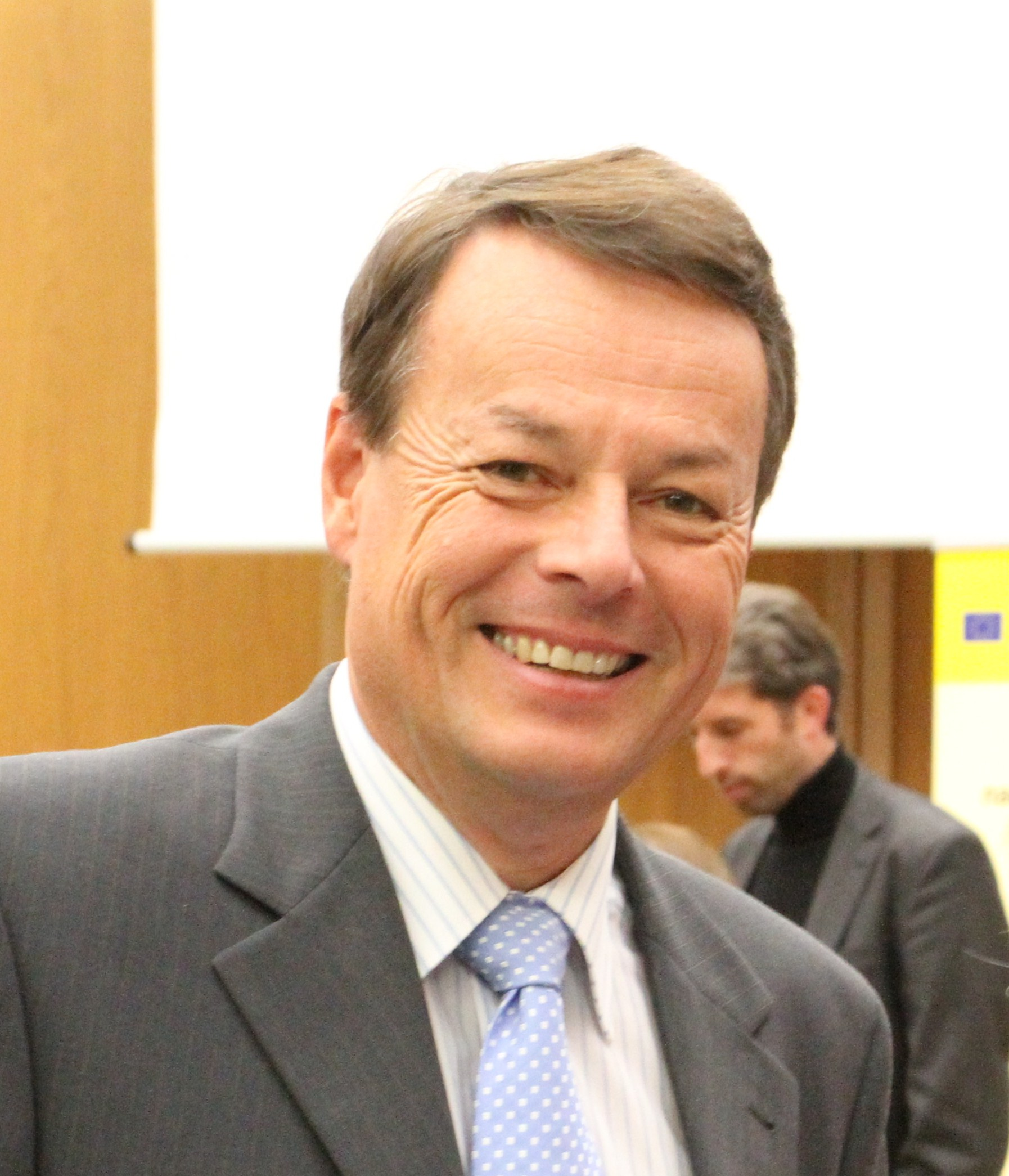
Klaus Tappeser (CDU), Regierungspräsident
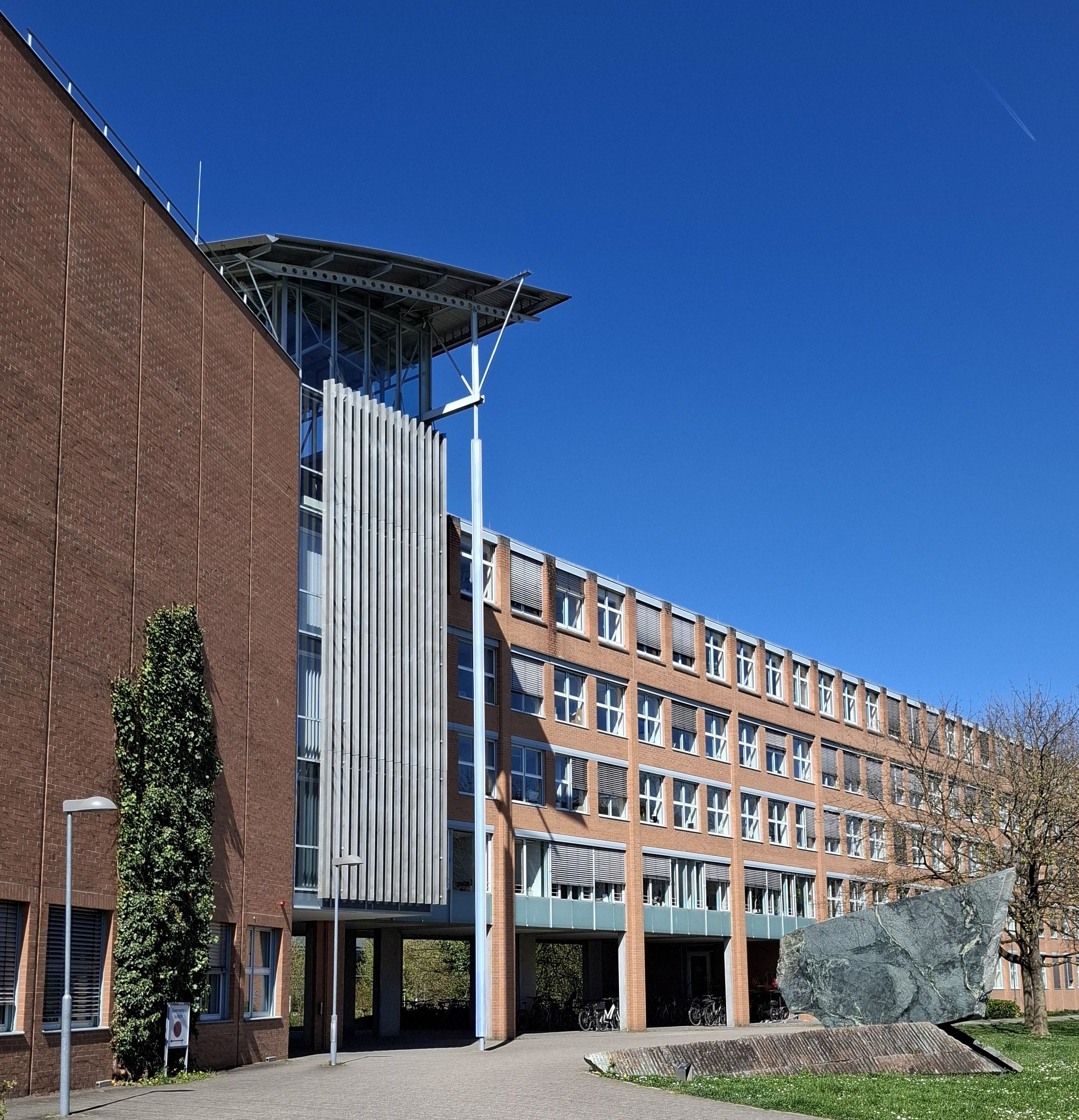
Hauptgebäude (2025)
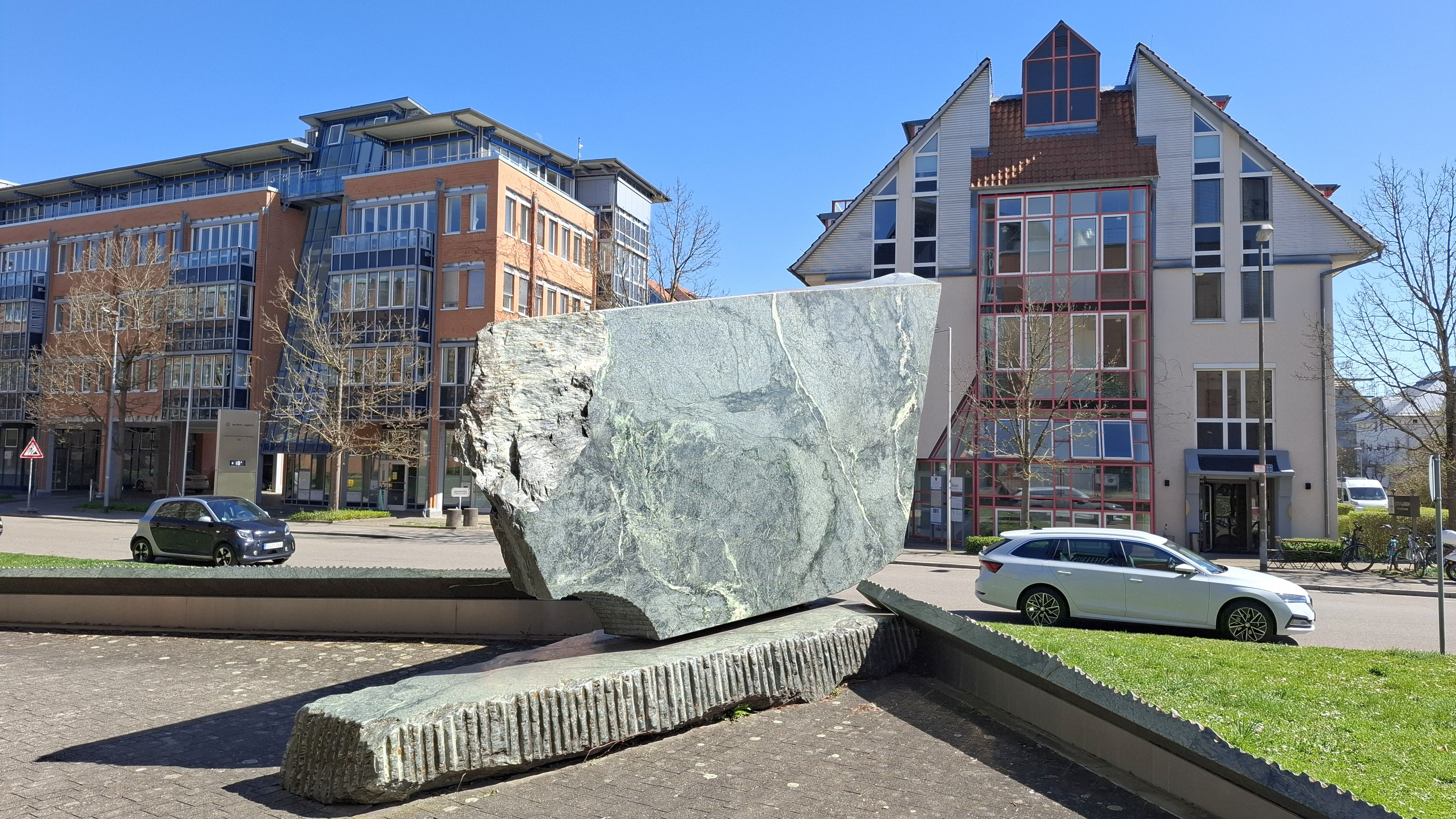
Steinskulptur (G. E. Herrmann 1991)
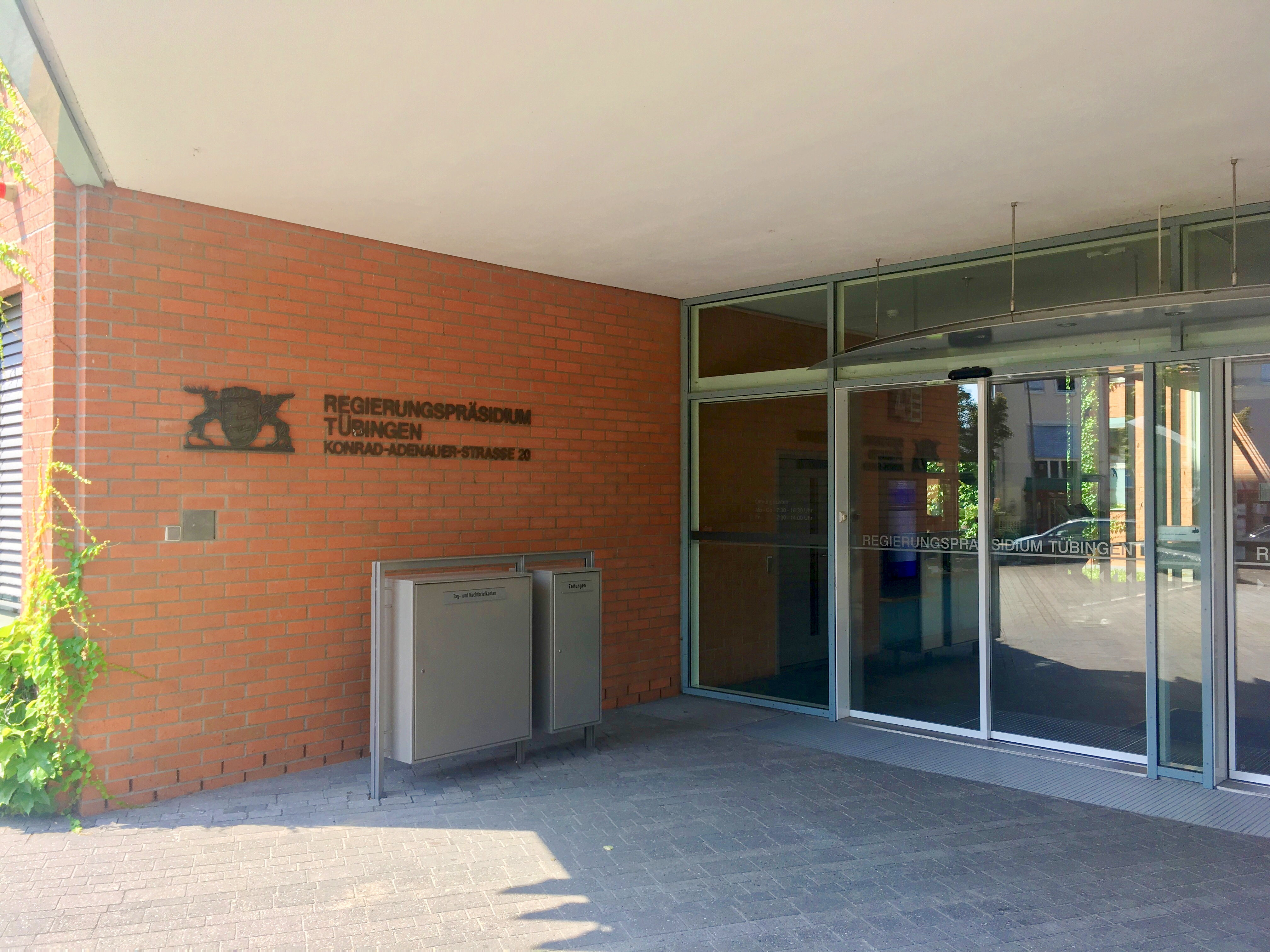
Eingang
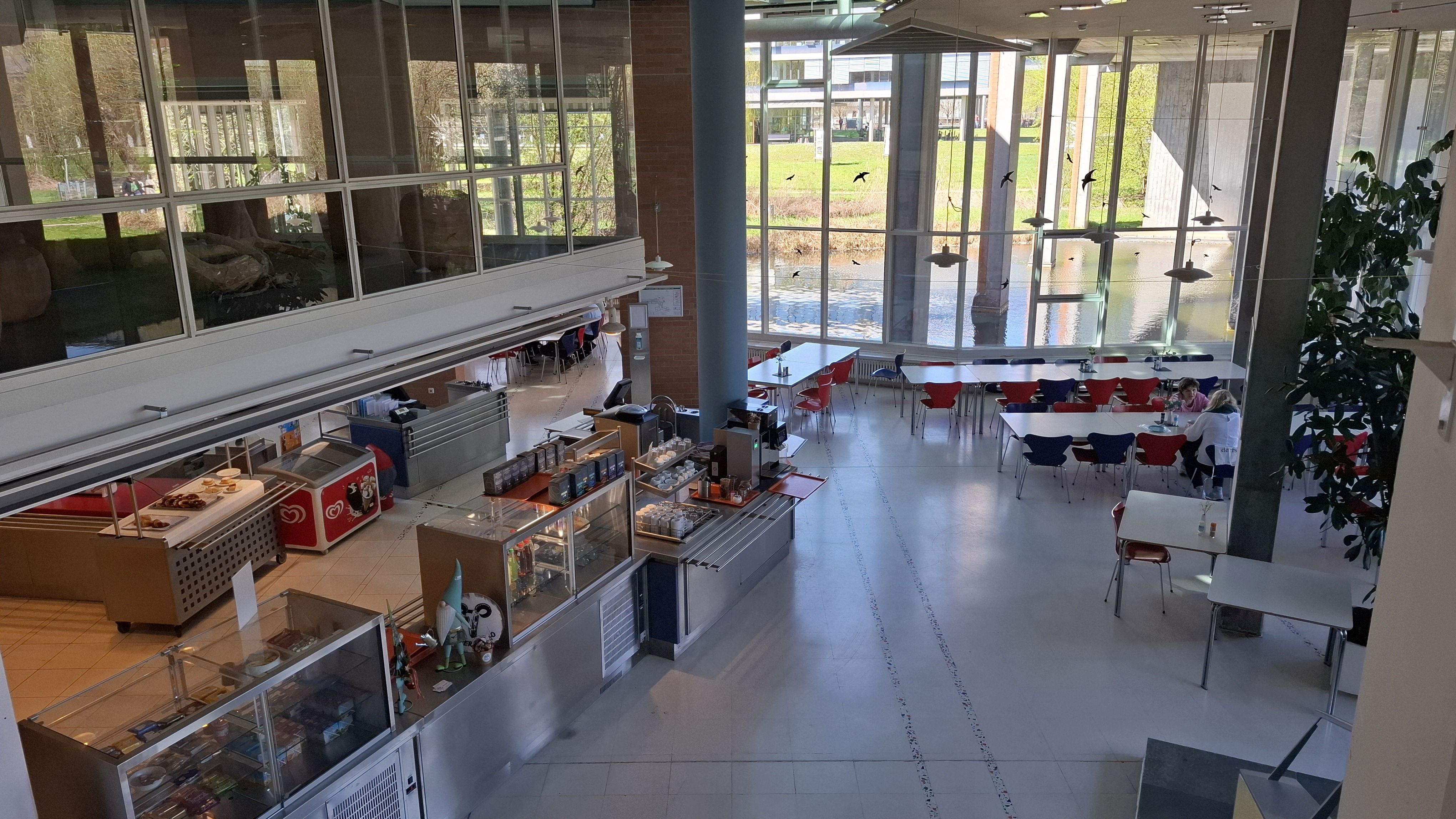
Behördenkantine im RP
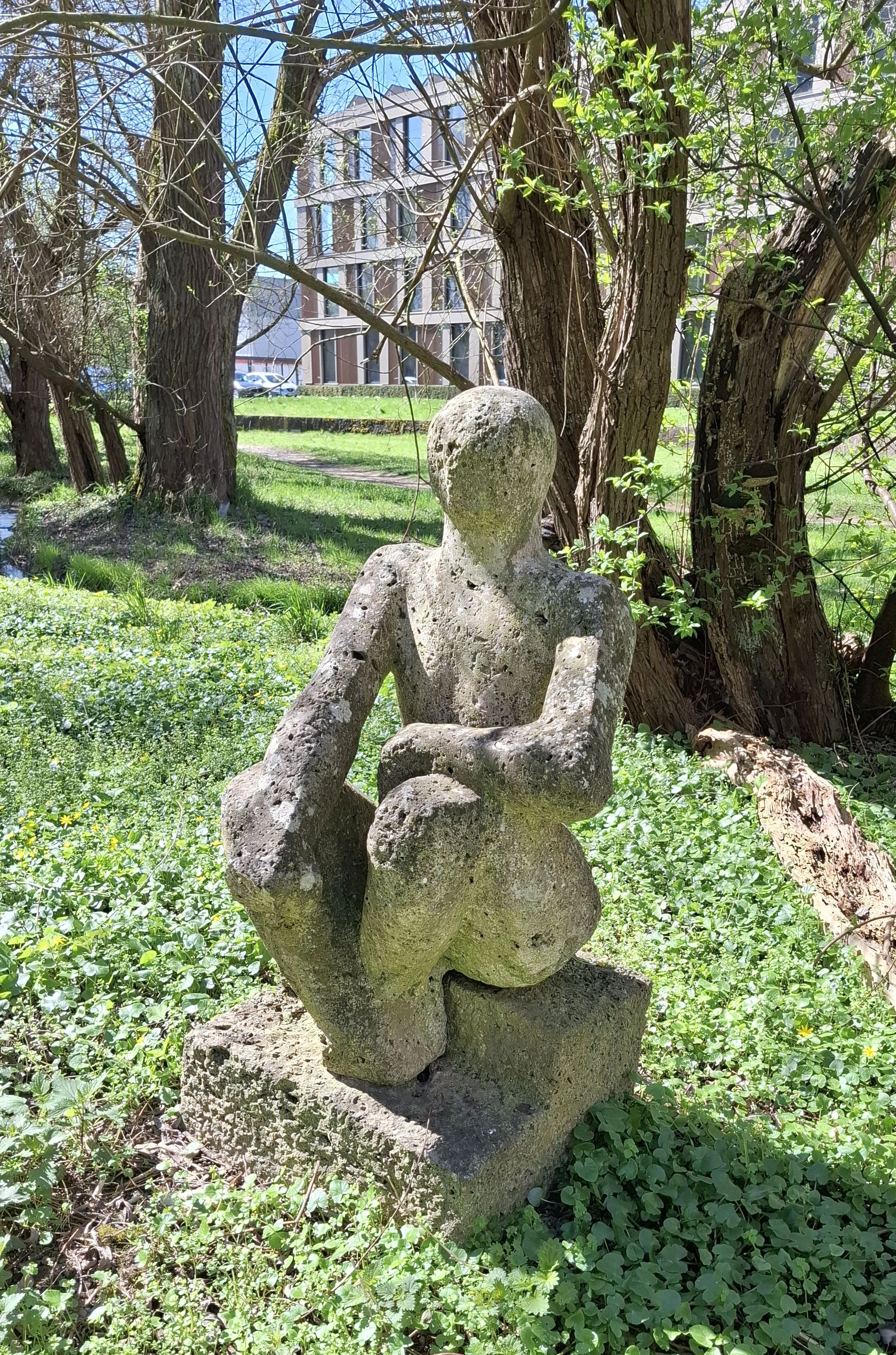
Steinskulptur (Hofseite)

## Zuständigkeiten

Lage des Regierungsbezirks Tübingen in Baden-Württemberg

Als mittlere Landesbehörde steht sie zwischen dem Land Baden-Württemberg und der kommunalen Ebene (Land- und Stadtkreise sowie Große Kreisstädte, Städte und Gemeinden). Der Zuständigkeitsbereich des Regierungspräsidiums Tübingen ist mit dem gleichnamigen Regierungsbezirk deckungsgleich und erstreckt sich über neun Landkreise und einen Stadtkreis. Die Zuständigkeit umfasst den Alb-Donau-Kreis, den Landkreis Biberach, den Bodenseekreis, die Landkreise Ravensburg, Reutlingen, Sigmaringen, Tübingen, den Zollernalbkreis sowie den Stadtkreis Ulm. Somit ist das Regierungspräsidium für rund 1,9 Millionen Einwohner (31. Dezember 2023) tätig.